# Aedes stricklandi
Aedes stricklandi är en tvåvingeart som beskrevs av Edwards 1912. Aedes stricklandi ingår i släktet Aedes och familjen stickmyggor. Inga underarter finns listade i Catalogue of Life.